# Retinol
Retinol of vitamine A1 is een vet-oplosbare vitamine. Het kan in het lichaam beperkt worden gemaakt van bèta-caroteen, dat daarom wel pro-vitamine A wordt genoemd. Vitamine A is van belang voor de opbouw van haarvaten en daarmee voor de gezondheid van alle cellen. Het is bouwsteen van het lichtgevoelige pigment rodopsine dat voorkomt in de staafjes in het netvlies van de ogen.
De hoeveelheid vitamine A en bètacaroteen wordt weergegeven in retinol-equivalenten (RE). 1 microgram retinol = 1 retinolequivalent = 12 microgram bètacaroteen = 3,33 IE retinol. IE of internationale eenheid is een oudere, maar nog veel gebruikte eenheid voor vitamine A.
De stof is opgenomen in de lijst van essentiële geneesmiddelen van de WHO.

## Voorkomen

### Retinol
Vitamine A komt alleen voor in dierlijke bronnen: niet in rood vlees, wel in lever, zuivelproducten, vis en eigeel. Aan sommige producten (bijvoorbeeld margarine) wordt kunstmatig vitamine A toegevoegd. Lever is de rijkste natuurlijke bron. De lever van pooldieren zoals de ijsbeer en de walrus is voor mensen giftig vanwege de hoge dosis vitamine A.
Bij verhitting kan tot 40% van de aanwezige vitamine A verloren gaan.
Het lichaam kan vitamine A zeer goed opslaan, maar het vermogen om vitamine A uit te scheiden is beperkt. Vandaar dat vitamine A zich kan ophopen tot toxische niveaus wanneer de inname in sterke mate de behoefte overstijgt.

### Bètacaroteen - provitamine A
In planten komt geen vitamine A voor, maar wel een stof die het lichaam zelf in vitamine A kan omzetten, namelijk bètacaroteen, ook wel provitamine A genoemd. Het komt onder andere voor in groenten en gele of oranje vruchten, waar het (deels) voor de kleur verantwoordelijk is. Het bètacaroteenmolecuul bestaat, eenvoudig gezegd, uit twee retinolmoleculen die met de staart aan elkaar zitten. Wanneer dit molecuul gesplitst wordt, ontstaan twee vitamine A (retinol) moleculen.
Onderzoek van de onderzoeksgroep van Clive West aan de Universiteit Wageningen heeft aangetoond dat carotenen uit de voeding veel minder goed worden opgenomen dan men aanvankelijk dacht, waardoor maar een klein deel van de in de voeding aanwezige caroteen uiteindelijk voor het lichaam bruikbare vitamine A levert. Op basis van dit onderzoek heeft het Institute of Medicine de conversiefactor voor bètacaroteen naar vitamine A gehalveerd van 1:6 naar 1:12, een getal dat Clive West nog niet ver genoeg vond gaan.

## Aanbevolen dagelijkse hoeveelheid (adh)
De aanbevolen dagelijkse hoeveelheid (adh-waarde) van vitamine A volgens de Europese etiketteringsrichtlijn is 800 μg. Deze waarde is ook de waarde waarnaar verwezen wordt als op etiketten van levensmiddelen het percentage van de adh vermeld staat. Bij deze adh-waarde wordt echter geen rekening gehouden met de leeftijd of het geslacht van de gebruiker. Dat onderscheid wordt wel gemaakt in de aanbevelingen in een rapport van de Voedingsraad uit 1992 (zie tabel).
| Tabel: Aanbevolen dagelijkse hoeveelheden voor vitamine A in μg/dag Bron: Rapport Voedingsraad 1992 | Tabel: Aanbevolen dagelijkse hoeveelheden voor vitamine A in μg/dag Bron: Rapport Voedingsraad 1992 | Tabel: Aanbevolen dagelijkse hoeveelheden voor vitamine A in μg/dag Bron: Rapport Voedingsraad 1992 | Tabel: Aanbevolen dagelijkse hoeveelheden voor vitamine A in μg/dag Bron: Rapport Voedingsraad 1992 | Tabel: Aanbevolen dagelijkse hoeveelheden voor vitamine A in μg/dag Bron: Rapport Voedingsraad 1992 | Tabel: Aanbevolen dagelijkse hoeveelheden voor vitamine A in μg/dag Bron: Rapport Voedingsraad 1992 | Tabel: Aanbevolen dagelijkse hoeveelheden voor vitamine A in μg/dag Bron: Rapport Voedingsraad 1992 | Tabel: Aanbevolen dagelijkse hoeveelheden voor vitamine A in μg/dag Bron: Rapport Voedingsraad 1992 | Tabel: Aanbevolen dagelijkse hoeveelheden voor vitamine A in μg/dag Bron: Rapport Voedingsraad 1992 |
| | 1-4 jaar                                                                                            | 4-7 jaar                                                                                            | 7-10 jaar                                                                                           | 10-19 jaar                                                                                          | 19-65 jaar                                                                                          | > 65 jaar                                                                                           | Zwanger                                                                                             | Borstvoedend                                                                                        |
| --------------------------------------------------------------------------------------------------- | --------------------------------------------------------------------------------------------------- | --------------------------------------------------------------------------------------------------- | --------------------------------------------------------------------------------------------------- | --------------------------------------------------------------------------------------------------- | --------------------------------------------------------------------------------------------------- | --------------------------------------------------------------------------------------------------- | --------------------------------------------------------------------------------------------------- | --------------------------------------------------------------------------------------------------- |
| Man                                                                                                 | 400                                                                                                 | 500                                                                                                 | 700                                                                                                 | 1000                                                                                                | 1000                                                                                                | 1000                                                                                                | | |
| Vrouw                                                                                               | 400                                                                                                 | 500                                                                                                 | 700                                                                                                 | 800                                                                                                 | 800                                                                                                 | 800                                                                                                 | 1000                                                                                                | 1250                                                                                                |

## Gevolgen van te weinig vitamine A
Te weinig vitamine A (een vitamine A-deficiëntie) kan onder meer de volgende effecten hebben:
- nachtblindheid, die onbehandeld kan verergeren tot volledige blindheid;
- een droge en schilferige huid;
- slechte toestand van het gebit;
- verminderde afweer;
- verminderde vruchtbaarheid.

In grote delen van de wereld, met name in ontwikkelingslanden, komt vitamine A-deficiëntie veel voor en veroorzaakt op grote schaal blindheid en sterfte.

## Toxiciteit
Te veel vitamine A kan leiden tot verschijnselen als hoofdpijn, misselijkheid en duizeligheid, vermoeidheid en afwijkingen aan ogen, huid en skelet. Ook is het in hoge doses teratogeen: er kunnen schadelijke veranderingen aan het ongeboren kind optreden.

### Gevolgen voor de lever
Hoge doseringen vitamine A kunnen ook de lever beschadigen. Alcoholmisbruik, hypertriglyridemie en (al bestaande) leverziekten bevorderen het ontstaan van levercirrose door vitamine A. De laagste dosering waarop bij de mens levercirrose als gevolg van vitamine A-overdosering is waargenomen, is een dosering van 7500 µg (25.000 IE) retinol per dag, gedurende zes jaar.

### Gevolgen voor de botdichtheid
In de periode 2003-2006 is er nogal wat te doen geweest over een vermeend negatief effect van relatief lage doses vitamine A (vanaf 1500 µg per dag) op de botdichtheid. Een Zweedse studie wees uit dat al bij doses hoger dan 1,5 mg per dag, een verhoogd risico op botbreuken ontstaat en raadt het gebruik van voedingssupplementen met vitamine A af (tenzij op doktersadvies). Uit experimenteel onderzoek met dieren en ten minste één op mensen gerichte studie blijkt dat hoge doses retinol de botdichtheid alleen negatief beïnvloeden als ook de vitamine-D-status laag is. Bovendien kan de correlatie mogelijk deels verklaard worden doordat in sommige Europese landen (synthetische) vitamine A aan melk wordt toegevoegd (niet in Nederland).
Baby's in ontwikkelingslanden krijgen overigens routinematig tweemaal per jaar een dosis van 100.000 IE (synthetische) vitamine A en als ze ouder dan een jaar zijn, wordt deze dosis verhoogd tot tweemaal 200.000 IE per jaar. In onderzoek worden doses van 300.000 en 400.000 IE per keer gegeven. De lever bevat gemiddeld 13.000-40.000 µg (43.000-133.000 IE) (natuurlijke) retinol per 100 gram. Er is een genetisch gemodificeerde vorm van rijst ontwikkeld, gouden rijst, die veel caroteen bevat en het tekort op natuurlijke wijze zou kunnen helpen voorkomen. Onder andere door protesten van actiegroepen tegen genetische modificatie heeft dit nog geen praktische toepassing gevonden.
Factoren die de gevoeligheid voor de toxische effecten van retinol kunnen verhogen zijn alcoholisme, lage inname van eiwit, virale hepatitis, leverbelasting door milieutoxines of medicijnen, evenals aandoeningen van lever en nieren.

### Vitamine A en zwangerschap
Zwangere vrouwen hebben een verhoogde behoefte aan vitamine A maar kunnen veilig iedere dag slechts 2500 tot 3000 µg (3 tot 4 maal de adh) van deze vitamine consumeren. Grotere hoeveelheden worden in verband gebracht met geboorteafwijkingen. In voedingssupplementen is de toegestane hoeveelheid retinol wettelijk beperkt tot maximaal 1200 µg per dag juist vanwege de potentiële toxiciteit van vitamine A. Het risico op overdosering van vitamine A door het gebruik van een multivitamine is, wanneer men zich aan de aanbevolen dosering houdt, in Nederland daarom uitgesloten. Aangezien lever grote hoeveelheden vitamine A kan bevatten, kan met het regelmatig eten van lever wel een teratogene hoeveelheid vitamine A worden binnengekregen.

## Chemie
De eerste volledige synthese van vitamine A werd in 1947 gepubliceerd door David A. van Dorp en Jozef Ferdinand Arens. Tegenwoordig wordt vitamine A industrieel bereid door onder meer een Wittig-reactie toe te passen.